# 富山市立南部中学校
富山市立南部中学校（とやましりつ なんぶちゅうがっこう）は、富山県富山市の中心部に位置する公立中学校。

## 周辺環境
富山市の中心部南側に位置し、校区内中央部には富山市科学博物館、星井町児童館などの教育・文化的な施設が数多くあり、校区北側は富山城に近いことから千石町通り商店街、太田口通り商店街、室町通り商店街、中央通り商店街などの古くからの商店街が多い。校区南側には富山市中央卸売市場や国道沿いにロードサイド型の大型店が集積している。
また、神通川緑地公園、布瀬南公園、城南公園などの大型の公園があるほか、校区の西側を一級河川である神通川が流れており自然環境が豊かである。校舎付近には富山地方裁判所がある。校区内に国道359号、国道41号、富山地方鉄道富山軌道線（市電）などが通っており、バス路線も充実している。また、富山市民病院や富山駅、富山空港からも車で数分である。

## 沿革
個別に出典が提示されていない箇所の出典→。
- 1947年（昭和22年）4月1日 - 富山市立富山高等女学校、富山市立富山女子商業学校において併置開校（同年4月13日に星井町小学校で開校準備委員会が開かれて設立[2]、4月15日開校式）。当時の校区は清水、五番町、星井町校区。校舎は当初不二越鋼材工業（現・不二越）の寄宿舎が利用されていた[2]。同月中に校章および事実上の校歌『南中の歌』が制定される[3]。
- 1950年（昭和25年）4月1日 - 学区変更により、西田地方校区が校区内となる。
- 1953年（昭和28年）4月1日 - 富山市立大泉中学校と分離し、現在の西田地方町地内（旧富山市立芝園中学校、戦前に富山県師範学校校舎があった場所[3]）に移転。
- 1955年（昭和30年）
  - 2月21日 - 体育館新築工事開始。
  - 8月3日 - 体育館第1期工事完了、校舎一部増築開始。
  - 12月5日 - 体育館および校舎増築落成式挙行。
- 1960年（昭和35年）11月19日 - 鉄筋校舎新築工事起工式。
- 1970年（昭和45年）11月5日 - 鉄筋コンクリート[4]の校舎竣工式挙行。
- 1975年（昭和50年）
  - 4月21日 - 学校完全給食開始。
- 1977年（昭和52年）11月6日 - 校歌制定
- 1986年（昭和61年） - 柔剣道場『南武館』竣工[4]。
- 1991年（平成3年） - 体育館竣工[4]。
- 2012年（平成24年） - 耐震化工事開始(校舎を南側へ移築)
- 2015年（平成27年） - 校舎の大規模改築工事完了[5]。

## 教育

### 指定
- 道徳教育推進校
- 進路指導改善推進校
- 理科大好きスクール

### 教育目標
豊かな人間性、自ら学ぶ力、たくましい実践力の育成

### 目指す生徒像
- 思いやりの心をもち、自他共に大切にする生徒
- 自ら課題を見つけ、主体的に問題を解決する生徒
- 粘り強い精神力と健康な体つくりに励む生徒

## 3大Vアクション
3大V（ボランティア）アクションとは、生徒会が中心となって活動する奉仕活動のことである。
- 福祉V  老人ホームや保育園などを訪れお年寄りや子供たちの介助をする。またクリスマスカードや年賀状も贈る。
- 収集V  使用済み切手やアルミ缶、ベルマーク、書き損じ葉書、ペットボトルのキャップを集める。
- 清掃V  花火大会後や山王祭後に清掃活動を行う。また、登校する際ゴミを拾いながら登校する<クリーン登校を行っている。

これとは別に地震などの災害や幼児の救援のための募金活動を行っており、中でも『愛（まな）ちゃんを救おう』と題した活動は北日本新聞にも掲載された。ボランティア活動は非常に活発である。

## 学校行事

### 一学期
4月
- 始業式
- 入学式
- 1年宿泊学習
- 創校記念式
- 2・3年家庭訪問
- PTA総会
- 授業参観
- 交通安全教室

5月
- 3年修学旅行
- 1年家庭訪問
- 中間考査

6月
- 春季総体
- 期末考査
- 山王祭後の清掃ボランティア活動（日枝神社周辺）

7月
- 14歳の挑戦
- 県選手権大会
- 終業式
- 県民体育大会

8月
- 北信越大会

夏休み
- 花火大会後の清掃ボランティア（神通川河川敷周辺）

### 二学期
8月
- 始業式
- 運動会

9月
- 秋季大会
- 県中学駅伝

10月
- 文化活動発表会（合唱コンクール）
- 2年宿泊学習
- 写生会
- 中間考査
- 1年福祉体験学習

11月
- 期末考査
- 授業参観
- 教育講演会

12月
- 3年進路説明会
- 終業式

### 三学期
1月
- 始業式
- 書き初め大会
- 冬季大会
- 百人一首大会

2月
- 1・2年授業参観
- 学年末考査
- 1年働く人に学ぶ講演会

3月
- 先輩に学ぶ講演会
- 卒業式
- 修了式

## 部活動

### 運動部
- 野球部
- サッカー部
- 陸上競技部
- ソフトボール部
- ソフトテニス部

- バスケットボール部
- バレーボール部
- バドミントン部
- 水泳部
- 剣道部

### 文化部
- コンピュータ・サイエンス部
- 家庭・文芸部
- 美術部
- 吹奏楽部

## 校区
- 富山市立光陽小学校・富山市立西田地方小学校の全区域、富山市立中央小学校の一部区域（旧清水町小学校通学区域を除く）

## 交通
- JR富山駅より約2km、車で5分、徒歩25分
- 富山地方鉄道富山軌道線 広貫堂前電停より約1km、徒歩15分
- 富山空港より約5.5km、車で10分、徒歩70分

## 著名な出身者
- 剣幸[6] - 女優
- 石本沙織[6] - フジテレビアナウンサー
- 片山浄見 - 育英センター、学校法人片山学園理事長
- 西村雅彦[6] - 俳優
- 服部慎一郎 - 将棋棋士
- 福居紗希 - 陸上競技選手 (2017年夏季ユニバーシアード金メダル)